# 芒略
芒略（法語：Manglieu，法語發音：[mɑ̃ljø]）是法国多姆山省的一个市镇，属于克莱蒙费朗区。

## 地名
该地名“Manglieu”发音为[mɑ̃ljø]，字母“g”不发音，《世界地名译名词典》将其误译作“芒格略”。

## 地理
芒略（45°36'40"N, 3°21'4"E）面积21.09 平方千米，位于法国奥弗涅-罗讷-阿尔卑斯大区多姆山省，该省份为法国中南部省份，北起阿列省接壤，东临卢瓦尔省，南至上盧瓦爾省和康塔爾省，西接科雷兹省和克勒兹省。
与芒略接壤的市镇（或旧市镇、城区）包括：伊塞尔托、圣巴贝勒、萨莱德、索克西朗日、叙热尔、欧亚-弗拉。
芒略的时区为UTC+01:00、UTC+02:00（夏令时）。

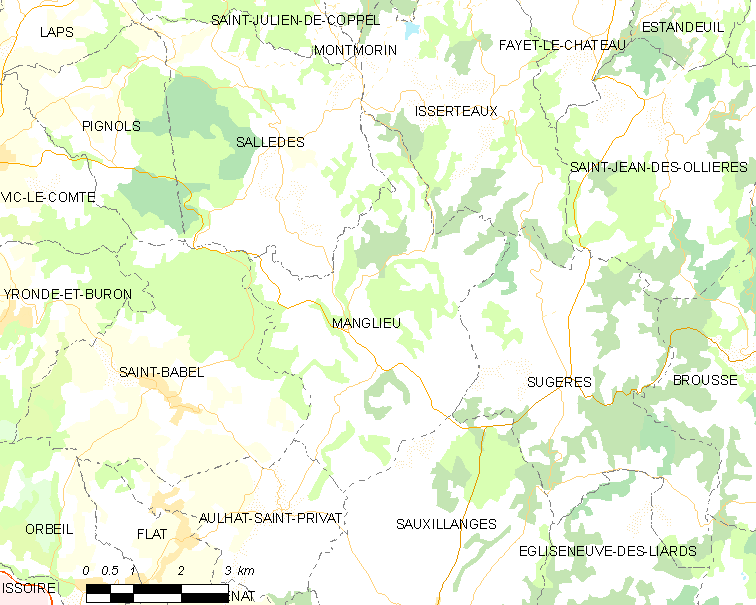
芒略的OSM定位图

## 行政
芒略的邮政编码为63270，INSEE市镇编码为63205。

## 政治
芒略所属的省级选区为维克勒孔特县。

## 人口

1962-2008年间芒略人口变化图示

芒略于2022年1月1日时的人口数量为472人。